# Hamburger Sport-Verein 1968-1969
Questa voce raccoglie le informazioni riguardanti l'Hamburger Sport-Verein nelle competizioni ufficiali della stagione 1968-1969.

## Stagione
Nella stagione 1968-1969 l'Amburgo, allenato da Kurt Koch e Georg Knöpfle, concluse il campionato di Bundesliga al 6º posto. In Coppa di Germania l'Amburgo fu eliminato ai quarti di finale dal Bayern Monaco. In Coppa delle Fiere l'Amburgo raggiunse i quarti di finale ma si ritirò dalla competizione.

## Rosa
| N. |                     | Ruolo | Calciatore            |
| -- | ------------------- | ----- | --------------------- |
|    | Turchia (bandiera)  | P     | Özcan Arkoç           |
|    | Germania (bandiera) | P     | Gert Girschkowski     |
|    | Germania (bandiera) | P     | Horst Schnoor         |
|    | Germania (bandiera) | D     | Holger Dieckmann      |
|    | Germania (bandiera) | D     | Hans-Werner Kremer    |
|    | Germania (bandiera) | D     | Jürgen Kurbjuhn       |
|    | Germania (bandiera) | D     | Björn Moldenhauer     |
|    | Germania (bandiera) | D     | Helmut Sandmann       |
|    | Germania (bandiera) | D     | Willi Schulz          |
|    | Germania (bandiera) | D     | Jürgen Seifert        |
|    | Germania (bandiera) | C     | Hans-Jürgen Hellfritz |

| N. |                     | Ruolo | Calciatore          |
| -- | ------------------- | ----- | ------------------- |
|    | Germania (bandiera) | C     | Franz-Josef Hönig   |
|    | Germania (bandiera) | C     | Egon Horst          |
|    | Germania (bandiera) | C     | Werner Krämer       |
|    | Germania (bandiera) | C     | Heinz Libuda        |
|    | Germania (bandiera) | C     | Hans Schulz         |
|    | Germania (bandiera) | A     | Charly Dörfel       |
|    | Germania (bandiera) | A     | Jürgen Dringelstein |
|    | Germania (bandiera) | A     | Klaus Fock          |
|    | Germania (bandiera) | A     | Robert Pötzschke    |
|    | Germania (bandiera) | A     | Hubert Schöll       |
|    | Germania (bandiera) | A     | Uwe Seeler          |

## Organigramma societario
Area tecnica
- Allenatore: Georg Knöpfle
- Allenatore in seconda:
- Preparatore dei portieri:
- Preparatori atletici:

## Calciomercato

### Sessione estiva
| Acquisti | Acquisti            | Acquisti         | Acquisti |
| R.       | Nome                | da               | Modalità |
| -------- | ------------------- | ---------------- | -------- |
| A        | Jürgen Dringelstein | Waldhof Mannheim |          |
| D        | Hans-Werner Kremer  | Norimberga II    |          |
| A        | Hubert Schöll       | Norimberga       |          |

| Cessioni | Cessioni         | Cessioni               | Cessioni |
| R.       | Nome             | a                      | Modalità |
| -------- | ---------------- | ---------------------- | -------- |
| A        | Bernd Dörfel     | Eintracht Braunschweig |          |
| C        | Willi Giesemann  | Barmbek-Uhlenhorst     |          |
| A        | Reinhard Löffler | St. Pauli              |          |
| P        | Erhard Schwerin  | Barmbek-Uhlenhorst     |          |
| D        | Dieter Strauß    | Bergedorf              |          |

## Risultati

### Bundesliga

#### Girone di andata
| Arbitro: | Malka |

|           |           |  |
| Ulsaß 25’ | Marcatori |  |

| Arbitro: | Hillebrand |

|                      |           |           |
| Hönig 50’ Seeler 86’ | Marcatori | 58’ Haaga |

| Arbitro: | Siepe |

|                                             |           |            |
| Müller 28’, 57’ (rig.), 84’, 88’ Starek 62’ | Marcatori | 78’ Seeler |

| Arbitro: | Heumann |

|                                                    |           |                      |
| Dörfel 36’ Pötzschke 42’ Seeler 64’, 74’ Hönig 90’ | Marcatori | 25’ Görts 49’ Schütz |

| Arbitro: | Riegg |

|                                 |           |            |
| Weist 2’ Neuberger 70’ Held 76’ | Marcatori | 87’ Schulz |

| Arbitro: | Siebert |

|                                 |           |         |
| Seeler 30’ Hönig 35’ Schulz 74’ | Marcatori | 7’ Rühl |

| Norimberga 21 settembre 1968, ore 15:30 CET 7ª giornata | Norimberga | 0 – 0 referto | Amburgo | Städtisches Stadion (12 000 spett.)\| Arbitro: \| Weyland \| |
| Arbitro:                                                | Weyland    |               |         |                                                              |

| Arbitro: | Krumnack |

|                                |           |  |
| Seeler 44’ Schulz 51’ Fock 75’ | Marcatori |  |

| Arbitro: | Wengenmayer |

|                  |           |                      |
| Netzer 1’ (rig.) | Marcatori | 13’ Hönig 35’ Seeler |

| Arbitro: | Niemeyer |

|            |           |                                                       |
| Schulz 77’ | Marcatori | 4’ Bandura 7’ (aut.) Kurbjuhn 68’ Skoblar 70’ Stiller |

| Arbitro: | Hilker |

|  |           |            |
|  | Marcatori | 88’ Seeler |

| Arbitro: | Deuschel |

|                 |           |  |
| Seeler 58’, 61’ | Marcatori |  |

| Arbitro: | Frickel |

|                             |           |  |
| Hönig 28’, 57’ Kurbjuhn 89’ | Marcatori |  |

| Arbitro: | Riegg |

|                         |           |                                  |
| Wittkamp 45’ Senger 56’ | Marcatori | 19’ Seeler 30’ Kurbjuhn 82’ Fock |

| Amburgo 16 novembre 1968, ore 15:30 CET 15ª giornata | Amburgo    | 0 – 0 referto | Hertha Berlino | Volksparkstadion (22 000 spett.)\| Arbitro: \| Handwerker \| |
| Arbitro:                                             | Handwerker |               |                |                                                              |

| Arbitro: | Weyland |

|                       |           |                       |
| Lutz 18’ Bechtold 83’ | Marcatori | 67’ Seeler 73’ Krämer |

| Arbitro: | Betz |

|            |           |                     |
| Krämer 56’ | Marcatori | 64’ Gecks 82’ Budde |

#### Girone di ritorno
| Amburgo 11 gennaio 1969, ore 15:30 CET 18ª giornata | Amburgo  | 0 – 0 referto | Eintracht Braunschweig | Volksparkstadion (23 000 spett.)\| Arbitro: \| Krumnack \| |
| Arbitro:                                            | Krumnack |               |                        |                                                            |

| Arbitro: | Malka |

|                             |           |  |
| Weidmann 72’, 84’ Gress 90’ | Marcatori |  |

| Arbitro: | Hennig |

|                      |           |                     |
| Dörfel 4’ Seeler 75’ | Marcatori | 26’, 69’ Brenninger |

| Arbitro: | Kreitlein |

|           |           |            |
| Görts 14’ | Marcatori | 69’ Schulz |

| Arbitro: | Riegg |

|                      |           |  |
| Schulz 5’ Seeler 19’ | Marcatori |  |

| Arbitro: | Betz |

|                                     |           |            |
| Biskup 17’, 43’ Hornig 23’ Rühl 75’ | Marcatori | 57’ Seeler |

| Arbitro: | Hilker |

|                                      |           |                 |
| Hönig 66’ Schöll 68’ Seeler 74’, 84’ | Marcatori | 55’, 90’ Strehl |

| Arbitro: | Fritz |

|             |           |            |
| Schmitt 17’ | Marcatori | 12’ Seeler |

| Arbitro: | Spinnler |

|                          |           |  |
| Dörfel 38’ Pötzschke 90’ | Marcatori |  |

| Arbitro: | Malka |

|                          |           |                     |
| Skoblar 28’ Heynckes 41’ | Marcatori | 4’ Seeler 60’ Hönig |

| Arbitro: | Frickel |

|                                 |           |               |
| Seeler 18’ (rig.), 75’ Fock 77’ | Marcatori | 33’ Kentschke |

| Arbitro: | Bonacker |

|                        |           |                                        |
| Heiß 8’, 65’ Reich 62’ | Marcatori | 22’ Seeler 72’ Dringelstein 77’ Dörfel |

| Arbitro: | Regely |

|                                    |           |  |
| Hermandung 66’ Hoffmann 80’ (rig.) | Marcatori |  |

| Arbitro: | Heumann |

|            |           |                            |
| Dörfel 37’ | Marcatori | 17’ Hasil 52’, 70’ Erlhoff |

| Arbitro: | Hilker |

|                              |           |                |
| Ipta 16’ Brungs 65’ Groß 86’ | Marcatori | 56’, 77’ Hönig |

| Arbitro: | Weyland |

|            |           |                               |
| Seeler 56’ | Marcatori | 33’, 74’ Nickel 36’, 89’ Kalb |

| Duisburg 7 giugno 1969, ore 15:30 CET 34ª giornata | Duisburg | 0 – 0 referto | Amburgo | Wedaustadion (6 000 spett.)\| Arbitro: \| Gabor \| |
| Arbitro:                                           | Gabor    |               |         |                                                    |

### Coppa di Germania
| Arbitro: | Voß |

|           |           |                         |
| Krause 3’ | Marcatori | 43’ Sandmann 81’ Dörfel |

| Arbitro: | Spinnler |

|                        |           |  |
| Schulz 95’ Seeler 111’ | Marcatori |  |

| Arbitro: | Eschweiler |

|  |           |                 |
|  | Marcatori | 12’, 81’ Müller |

### Coppa delle Fiere
| Arbitro: | Geluck |

|             |           |                                            |
| Hausser 20’ | Marcatori | 21’ Dörfel 56’ Seeler 63’ Krämer 82’ Hönig |

| Arbitro: | Øberg |

|                                |           |                      |
| Hönig 7’ Krämer 18’ Seeler 88’ | Marcatori | 40’ Hitz 85’ Niesser |

| Arbitro: | Smith |

|                                            |           |           |
| Schulz 17’ Fock 29’ Krämer 34’, 80’ (rig.) | Marcatori | 40’ Tesař |

| Arbitro: | Linemayr |

|                                 |           |           |
| Kopecký 4’ Veselý 20’ Lukáč 78’ | Marcatori | 68’ Hönig |

| Arbitro: | Hannet |

|          |           |  |
| Hönig 6’ | Marcatori |  |

| Arbitro: | Jonsson |

|                  |           |            |
| McBride 67’, 88’ | Marcatori | 79’ Seeler |

## Statistiche

### Statistiche di squadra
| Competizione      | Punti | In casa | In casa | In casa | In casa | In casa | In casa | In trasferta | In trasferta | In trasferta | In trasferta | In trasferta | In trasferta | Totale | Totale | Totale | Totale | Totale | Totale | DR |
| Competizione      | Punti | G       | V       | N       | P       | Gf      | Gs      | G            | V            | N            | P            | Gf           | Gs           | G      | V      | N      | P      | Gf     | Gs     | DR |
| ----------------- | ----- | ------- | ------- | ------- | ------- | ------- | ------- | ------------ | ------------ | ------------ | ------------ | ------------ | ------------ | ------ | ------ | ------ | ------ | ------ | ------ | -- |
| Bundesliga        | 36    | 17      | 10      | 3       | 4       | 35      | 22      | 17           | 3            | 7            | 7            | 20           | 33           | 34     | 13     | 10     | 11     | 55     | 55     | 0  |
| Coppa di Germania | -     | 2       | 1       | 0       | 1       | 2       | 2       | 1            | 1            | 0            | 0            | 2            | 1            | 3      | 2      | 0      | 1      | 4      | 3      | +1 |
| Coppa delle Fiere | -     | 3       | 3       | 0       | 0       | 8       | 3       | 3            | 1            | 0            | 2            | 6            | 6            | 6      | 4      | 0      | 2      | 14     | 9      | +5 |
| Totale            | 36    | 22      | 14      | 3       | 5       | 45      | 27      | 21           | 5            | 7            | 9            | 28           | 40           | 43     | 19     | 10     | 14     | 73     | 67     | +6 |

### Andamento in campionato
| Giornata  | 1  | 2  | 3  | 4 | 5  | 6 | 7 | 8 | 9 | 10 | 11 | 12 | 13 | 14 | 15 | 16 | 17 | 18 | 19 | 20 | 21 | 22 | 23 | 24 | 25 | 26 | 27 | 28 | 29 | 30 | 31 | 32 | 33 | 34 |
| --------- | -- | -- | -- | - | -- | - | - | - | - | -- | -- | -- | -- | -- | -- | -- | -- | -- | -- | -- | -- | -- | -- | -- | -- | -- | -- | -- | -- | -- | -- | -- | -- | -- |
| Luogo     | T  | C  | T  | C | T  | C | T | C | T | C  | T  | C  | C  | T  | C  | T  | C  | C  | T  | C  | T  | C  | T  | C  | T  | C  | T  | C  | T  | T  | C  | T  | C  | T  |
| Risultato | P  | V  | P  | V | P  | V | N | V | V | P  | V  | V  | V  | V  | N  | N  | P  | N  | P  | N  | N  | V  | P  | V  | N  | V  | N  | V  | N  | P  | P  | P  | P  | N  |
| Posizione | 13 | 10 | 14 | 8 | 11 | 8 | 9 | 5 | 4 | 4  | 4  | 3  | 3  | 2  | 2  | 2  | 4  | 4  | 6  | 6  | 6  | 5  | 6  | 6  | 5  | 3  | 4  | 3  | 2  | 2  | 2  | 4  | 6  | 6  |

Legenda:

Luogo: C = Casa; T = Trasferta. Risultato: V = Vittoria; N = Pareggio; P = Sconfitta.

### Statistiche dei giocatori
| Giocatore       | Bundesliga | Bundesliga | Bundesliga  | Bundesliga | Coppa di Germania | Coppa di Germania | Coppa di Germania | Coppa di Germania | Coppa delle Fiere | Coppa delle Fiere | Coppa delle Fiere | Coppa delle Fiere | Totale   | Totale | Totale      | Totale     |
| Giocatore       | Presenze   | Reti       | Ammonizioni | Espulsioni | Presenze          | Reti              | Ammonizioni       | Espulsioni        | Presenze          | Reti              | Ammonizioni       | Espulsioni        | Presenze | Reti   | Ammonizioni | Espulsioni |
| --------------- | ---------- | ---------- | ----------- | ---------- | ----------------- | ----------------- | ----------------- | ----------------- | ----------------- | ----------------- | ----------------- | ----------------- | -------- | ------ | ----------- | ---------- |
| Ö. Arkoç        | 31         | 0          | 0           | 0          | 3                 | 0                 | 0                 | 0                 | 5                 | 0                 | 0                 | 0                 | 39       | 0      | 0           | 0          |
| H. Dieckmann    | 32         | 0          | 0           | 0          | 2                 | 0                 | 0                 | 0                 | 5                 | 0                 | 0                 | 0                 | 39       | 0      | 0           | 0          |
| J. Dringelstein | 23         | 1          | 0           | 0          | 2                 | 0                 | 0                 | 0                 | 5                 | 0                 | 0                 | 0                 | 30       | 1      | 0           | 0          |
| C. Dörfel       | 32         | 5          | 0           | 1          | 3                 | 1                 | 0                 | 0                 | 6                 | 1                 | 0                 | 0                 | 41       | 7      | 0           | 1          |
| K. Fock         | 14         | 3          | 0           | 0          | 2                 | 0                 | 0                 | 0                 | 2                 | 1                 | 0                 | 0                 | 18       | 4      | 0           | 0          |
| G. Girschkowski | 4          | 0          | 0           | 0          | 1                 | 0                 | 0                 | 0                 | 3                 | 0                 | 0                 | 0                 | 8        | 0      | 0           | 0          |
| H. Hellfritz    | 14         | 0          | 0           | 0          | 2                 | 0                 | 0                 | 0                 | 0                 | 0                 | 0                 | 0                 | 16       | 0      | 0           | 0          |
| E. Horst        | 29         | 0          | 0           | 0          | 2                 | 0                 | 0                 | 0                 | 6                 | 0                 | 0                 | 0                 | 37       | 0      | 0           | 0          |
| F. Hönig        | 32         | 10         | 0           | 0          | 3                 | 0                 | 0                 | 0                 | 6                 | 4                 | 0                 | 0                 | 41       | 14     | 0           | 0          |
| H. Kremer       | 4          | 0          | 0           | 0          | 0                 | 0                 | 0                 | 0                 | 0                 | 0                 | 0                 | 0                 | 4        | 0      | 0           | 0          |
| W. Krämer       | 17         | 2          | 0           | 0          | 3                 | 0                 | 0                 | 0                 | 6                 | 4                 | 0                 | 0                 | 26       | 6      | 0           | 0          |
| J. Kurbjuhn     | 27         | 2          | 0           | 0          | 2                 | 0                 | 0                 | 0                 | 6                 | 0                 | 0                 | 0                 | 35       | 2      | 0           | 0          |
| H. Libuda       | 1          | 0          | 0           | 0          | 0                 | 0                 | 0                 | 0                 | 0                 | 0                 | 0                 | 0                 | 1        | 0      | 0           | 0          |
| B. Moldenhauer  | 0          | 0          | 0           | 0          | 1                 | 0                 | 0                 | 0                 | 0                 | 0                 | 0                 | 0                 | 1        | 0      | 0           | 0          |
| R. Pötzschke    | 10         | 2          | 0           | 0          | 0                 | 0                 | 0                 | 0                 | 1                 | 0                 | 0                 | 0                 | 11       | 2      | 0           | 0          |
| H. Sandmann     | 28         | 0          | 0           | 0          | 2                 | 1                 | 0                 | 0                 | 6                 | 0                 | 0                 | 0                 | 36       | 1      | 0           | 0          |
| H. Schnoor      | 0          | 0          | 0           | 0          | 0                 | 0                 | 0                 | 0                 | 0                 | 0                 | 0                 | 0                 | 0        | 0      | 0           | 0          |
| H. Schulz       | 25         | 6          | 0           | 0          | 3                 | 1                 | 0                 | 0                 | 6                 | 1                 | 0                 | 0                 | 34       | 8      | 0           | 0          |
| W. Schulz       | 27         | 0          | 0           | 0          | 3                 | 0                 | 0                 | 0                 | 2                 | 0                 | 0                 | 0                 | 32       | 0      | 0           | 0          |
| H. Schöll       | 15         | 1          | 0           | 0          | 0                 | 0                 | 0                 | 0                 | 1                 | 0                 | 0                 | 0                 | 16       | 1      | 0           | 0          |
| U. Seeler       | 33         | 23         | 0           | 0          | 3                 | 1                 | 0                 | 0                 | 4                 | 3                 | 0                 | 0                 | 40       | 27     | 0           | 0          |
| J. Seifert      | 2          | 0          | 0           | 0          | 0                 | 0                 | 0                 | 0                 | 0                 | 0                 | 0                 | 0                 | 2        | 0      | 0           | 0          |